# Archosargus aries
Espèce
Archosargus aries est une espèce de poissons marins de la famille des Sparidés. Cette espèce n'est pas reconnue par FishBase et WoRMS, qui la considèrent comme un synonyme de Archosargus pourtalesii.